# Кен Майлс
Кенет Хенри Майлс (на английски: Kenneth Henry Miles), съкратено Кен Майлс (1 ноември 1918 г. – 17 август 1966 г.) е английски състезател, инженер и шофьор на спортни състезателни автомобили, известен с кариерата си в автомобилния спорт в САЩ и с американски екипи на международната сцена. През 2001 г. той е включен в Залата на славата на Мотоспорта в Америка.
Той печели 2000 км на Дейтона 1965 г. (заедно с Лойд Руби и Ford GT40), 24 часа на Дейтона 1966 г. (заедно с Лойд Руби и Ford GT40 Mk II), 12 часа Себринг 1966 г. (заедно с Лойд Руби и Форд GT40 X1). Завършва на второ място с Дени Хълм в „24 часа на Льо Ман“ през 1966 година.
Майлс кара мотоциклети, преди да служи като командир на танк в британската армия през Втората световна война. След войната се състезава за Бугати, Алфа Ромео и Алвис. След това се обръща към Форд.